# づ

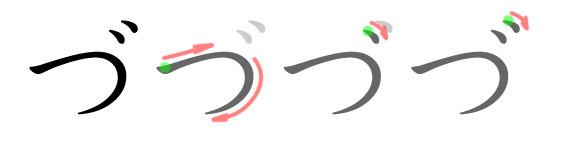
「づ」の筆順

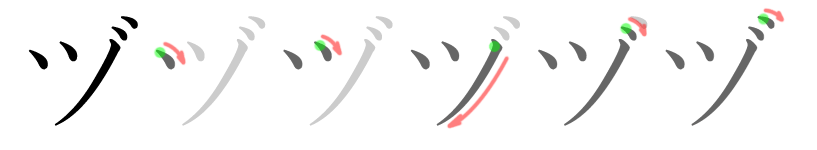
「ヅ」の筆順

づ、ヅは、仮名のひとつであり、つ、ツに濁点をつけた文字である。四つ仮名の一つ。
日本語の音節のひとつとして用いられ、1モーラを形成する。「zu」の発音は多くの場合「ず」で表記される。

## 日本語における発音
- 1子音と1母音「う」から成る音。語中においては舌の先を上歯茎に付けずに近づけて、隙間から声を摩擦させて通すときに出る有声歯茎摩擦音、すなわち「す」の子音の有声音である。また語頭や促音・撥音の後では舌を上歯茎に付けて、離すときに、狭い隙間を作って摩擦した音を出す有声歯茎破擦音。これら2つの「づ」の発音は、一般に日本語の話者にはほとんど聞き分けられず、意味上の差異はない。「づ」は「ず」と同じ発音であり、現代標準語では「づ」と「ず」を音の上で区別しない（四つ仮名）。現代仮名遣いでは、例外を除いて「づ」で書かれてきたものをすべて「ず」で書く。
- 上代の「づ」の発音は、舌先の破裂音を子音とする /du/ であったと考えられるが、室町時代末には摩擦音を伴う /dzu/ に転じていた。さらに江戸時代に入ると「づ」（/dzu/）と「ず」（/zu/）の間で発音上の区別が失われ、仮名遣いの混乱を生じるようになった[1]。なお現在でもごく一部の方言に /du/ の発音が残る。
- 現代では、外来語中にて /du/ の発音が出る場合、「ドゥ（または『デュ』）」と表記する。
- 発音： づ[ヘルプ/ファイル]

## づ に関わる諸事項
一般的な「づ」と「ず」の使い分けについては、四つ仮名を参照。
- 社名（の英語表記）に「Foods」を含む企業では、「ヅ」を用いている場合がある（ゼネラルフーヅ、大和フーヅ、ユーシーシーフーヅなど）。
- 「つ」が連濁によって濁る場合には「ず」ではなく「づ」と表記し、地名では「会津」「沼津」「焼津」などの例がある。「米津玄師」「手塚治虫」など、人名にも多い。
  - かなが「づ」表記でもローマ字表記は「zu」とすることが一般的である。JRをはじめとする各鉄道会社もそのようにしており、会津若松駅は「Aizu-Wakamatsu」、沼津駅は「Numazu」、焼津駅は「Yaizu」である。

- ローマ字入力では、「ず=ZU」と区別するために、「DU」が用いられる。

- 「鬘」（かつら）のことを「づら」と表記することがある。
- 新党きづな - 「きずな（絆）」という語は現代仮名遣いでは「ず」で表記するが、語源的根拠から歴史的仮名遣いの「づ」を採用している。詳細は新党きづな#党名を参照。